# Arundhati Roy
Arundhati Roy (Shillong, Índia, 24 de novembre de 1961) és una escriptora i activista índia.

## Biografia
Nascuda a l'estat indi de Meghalaya, de mare cristiana (de l'Església ortodoxa siríaca) de Kerala i de pare hindú de Bengala. Va passar la seva infància a Aymanam, Kerala. Amb 16 anys es traslladà a Delhi i va iniciar un estil de vida bohemi: vivia en una cabana venent ampolles per guanyar-se la vida. Després va estudiar arquitectura a la Delhi School of Architecture, on va conèixer el seu primer marit, l'arquitecte Gerard Da Cunha.
El 1984 va conèixer Pradeep Kishen, que seria el seu segon marit, i va començar a treballar en el cinema: va fer el paper d'una dona rural en la pel·lícula Massey Sahib, i va escriure guions per a les pel·lícules In Which Annie Gives it Those Ones i Electric Moon (Lluna elèctrica), i per a la sèrie de televisió The Banyan Tree.
El 1992 va començar a escriure El deu de les coses petites, llibre en part autobiogràfic que va acabar el 1996 i amb què l'any següent guanyaria el Premi Booker i es donaria a conèixer al gran públic. La novel·la s'ha venut en més de vint països.
Militant anticapitalista i pacifista, Roy es va oposar amb fermesa a les proves nuclears realitzades pel govern indi al Rajasthan, i el 1999 va escriure l'assaig El final de la imaginació, publicat en la recopilació El preu de viure, en què presentava una visió molt crítica del govern indi. També ha denunciat la repressió de les autoritats i militars de l'Índia al Caixmir i contra els pagesos i comunitats pobres, i ha rebut atacs i amenaces de mort dels sectors ultranacionalistes i dretans indis.
Roy ha esdevingut una dels referents intel·lectuals del moviment antiglobalització, i en els darrers anys ha dedicat els seus esforços a l'activisme polític en favor de la pau, contra la política exterior dels EUA, en especial les guerres a l'Afganistan i a l'Iraq, i contra Israel, així com en la denúncia dels efectes del procés de globalització econòmica. La seva activitat li ha costat, en algunes ocasions, problemes amb les autoritats del seu país.

## Premis i reconeixements
Al 1989, Roy va guanyar el Premi Nacional de Cinema al millor guió, pel guió de In Which Annie Gives It Those Ones, una pel·lícula basada en les seves experiències com a estudiant d'arquitectura, en la qual també era actriu. El 2015 va retornar el premi nacional per protestar contra la intolerància religiosa i la creixent violència per part de grups de dretes a l'Índia.
Roy va rebre el Premi Man Booker 1997 per la seva novel·la El deu de les coses petites. Roy va donar l'import del premi, aproximadament 30.000 dòlars americans, així com els drets del seu llibre, a causes per als drets humans.
El 2002, va guanyar el Premi a la Llibertat Cultural de la Fundació Lannan pel seu treball "sobre societats civils afectades negativament pels governs i corporacions més poderoses del món", per "celebrar la seva vida i la seva tasca continuada en la lluita per la llibertat, justícia i diversitat cultural".
El 2003, va ser guardonada amb un "reconeixement especial" com a dona de la pau als Global Exchange Human Rights Awards de San Francisco amb Bianca Jagger, Barbara Lee i Kathy Kelly.
L'any 2004, va ser guardonada amb el Premi Sydney de la Pau pel seu treball en campanyes socials i el seu compromís amb el moviment pacifista.
El 2005 va participar en el Tribunal Mundial sobre l'Iraq.
Al gener del 2006, va ser guardonada amb el Sahitya Akademi Award, un guardó nacional de l'Acadèmia de les Lletres de l'Índia, per la seva col·lecció d'assajos sobre temes contemporanis, The Algebra of Infinite Justice, però va negar-se a acceptar-lo "en protesta contra el govern de l'Índia. la línia dels Estats Units perseguint de manera violenta i despietada polítiques de brutalització dels treballadors industrials, augmentant la militarització i la neoliberalització econòmica".
El novembre de 2011 va ser guardonada amb el premi Norman Mailer per a l'escriptura distingida.
Roy va aparèixer a la llista del Time 100 del 2014, entre les 100 persones més influents del món.

### Ficció
- El deu de les coses petites. Barcelona: Empúries, 1998. ISBN 9788475965758
- El ministeri de la felicitat suprema. Barcelona: Anagrama. 2017. ISBN 978-84-339-1549-8

### Assaigs
- El final de la imaginació. Barcelona: Empuries, 1998. ISBN 9788475966267
- The Cost of Living. Flamingo, 1999. ISBN 0-375-75614-0
- The Greater Common Good. Bombay: India Book Distributor, 1999. ISBN 81-7310-121-3
- L'àlgebra de la justícia infinita: Empúries, 2003. Traducció de Laia Tomàs Pagès ISBN  9788475969749
- Power Politics. Cambridge: South End Press, 2002. ISBN 0-89608-668-2
- War Talk. Cambridge: South End Press, 2003. ISBN 0-89608-724-7
- An Ordinary Person's Guide To Empire. Consortium, 2004. ISBN 0-89608-727-1
- The Checkbook and the Cruise Missile: Conversations with Arundhati Roy. Interviews by David Barsamian. Cambridge: South End Press, 2004. ISBN 0-89608-710-7
- The Shape of the Beast: Conversations with Arundhati Roy. New Delhi: Penguin, 2008. ISBN 978-0-670-08207-0
- Listening to Grasshoppers: Field Notes on Democracy. New Delhi: Penguin, 2010. ISBN 978-0-670-08379-4
- Broken Republic: Three Essays. New Delhi: Hamish Hamilton, 2011. ISBN 978-0-670-08569-9
- Walking with the Comrades. New Delhi: Penguin, 2011. ISBN 978-0-670-08553-8
- Kashmir: The Case for Freedom. Verso, 2011. ISBN 1-844-67735-4
- Capitalism: a Ghost History. Haymarket Books, 2014 ISBN 978-1-60846-385-5. Espectros del Capitalismo, Capitán Swing, 2015 ISBN 978-84-944445-3-1
- Coses que poden i no poden dir-se (converses i assajos amb Edward Snowden) [coordinat per John Cusack]. Manresa: Tigre de paper, Col. Urpes, 2018. Traducció d'Àngel Ferrero. ISBN 978-84-16855-14-8[4]

### Articles
En català:
- La guerra més covarda de la història. Sobre la invasió d'Iraq. 2009.
- Caminant amb els camarades (part I i part II). Sobre la revolta naxalita de l'Índia. 2010.
- Com el poder de les corporacions ha convertit la riquesa en filantropia pel control social. 2016.